# Argia tarascana
Argia tarascana е вид водно конче от семейство Coenagrionidae. Видът не е застрашен от изчезване.

## Разпространение
Разпространен е в Мексико (Веракрус, Гереро, Гуанахуато, Дуранго, Идалго, Мичоакан, Морелос, Оахака, Пуебла, Сакатекас и Халиско) и САЩ (Аризона).

## Описание
Популацията на вида е стабилна.